# Вілл (округ, Іллінойс)
Шаблон:StateAbbr_ 41°26′42″ пн. ш. 87°58′43″ зх. д. / 41.44503° пн. ш. 87.97866° зх. д.
Округ  Вілл (англ. Will County) — округ (графство) у штаті  Іллінойс, США. Ідентифікатор округу 17197.

## Історія
Округ утворений 1836 року.

## Демографія
За даними перепису 
2000 року 
загальне населення округу становило 502266 осіб, зокрема міського населення було 468929, а сільського — 33337.
Серед мешканців округу чоловіків було 250832, а жінок — 251434. В окрузі було 167542 домогосподарства, 130972 родин, які мешкали в 175524 будинках.
Середній розмір родини становив 3,36.
Віковий розподіл населення поданий у таблиці:
| Стать    | До 15 років | 15-21 | 22-29 | 30-39 | 40-49 | 50-65 | 65-85 | Понад 85 |
| -------- | ----------- | ----- | ----- | ----- | ----- | ----- | ----- | -------- |
| Чоловіки | 65419       | 25097 | 25030 | 44232 | 40158 | 33857 | 15808 | 1231     |
| Жінки    | 62153       | 22491 | 24234 | 44365 | 39861 | 33759 | 21193 | 3378     |

## Суміжні округи
- Дюпаж — північ
- Кук — північний схід
- Лейк, Індіана — схід
- Канкакі — південь
- Ґранді — південний захід
- Кендалл — захід
- Кейн — північний захід

## Виноски
1. ↑  U.S. Decennial Census. United States Census Bureau. Архів оригіналу за 26 квітня 2015. Процитовано 16 квітня 2015.
2. ↑  Historical Census Browser. University of Virginia Library. Архів оригіналу за 11 серпня 2012. Процитовано 9 липня 2014.
3. ↑  Population of Counties by Decennial Census: 1900 to 1990. United States Census Bureau. Архів оригіналу за 24 квітня 2014. Процитовано 16 квітня 2014.
4. ↑  Census 2000 PHC-T-4. Ranking Tables for Counties: 1990 and 2000 (PDF). United States Census Bureau. Архів (PDF) оригіналу за 18 грудня 2014. Процитовано 9 липня 2014.
5. ↑  State & County QuickFacts. United States Census Bureau. Архів оригіналу за 6 червня 2011. Процитовано 9 липня 2014.(англ.) Наведено за англійською вікіпедією.
6. ↑  American FactFinder. Бюро перепису населення США. Архів оригіналу за 26 лютого 2012. Процитовано 31 січня 2008.

| США | Це незавершена стаття з географії США. Ви можете допомогти проєкту, виправивши або дописавши її. |